# L'arcidiavolo (film 1966)
L'arcidiavolo è un film italiano del 1966, diretto da Ettore Scola e liberamente ispirato al personaggio Belfagor arcidiavolo del Machiavelli, di genere storico-fantastico: innesta infatti vicende soprannaturali e di pura fantasia in un contesto reale, tra personaggi realmente esistiti.

## Trama
Nel 1486, Papa Innocenzo VIII e Lorenzo de' Medici hanno negoziato una pace dopo i primi otto anni di ostilità delle Guerre d'Italia. Il sovrano dell'inferno Belzebù teme una riduzione del flusso di anime dannate, e decide di inviare sulla Terra l'arcidiavolo Belfagor in forma umana, assistito dal pestifero diavoletto Adramalek che lo serve invisibile a chiunque altro, con l'incarico di far fallire la pace e rinnovare la guerra entro dieci giorni.
Materializzandosi ad un crocicchio in Italia, Belfagor incontra per caso ed induce al suicidio Franceschetto Cybo, il figlio del Papa di ritorno dalla conclusione dei suoi studi in Francia. Il nobiluomo era sulla via di Firenze per un matrimonio politico con Maddalena de' Medici, figlia di Lorenzo, a suggello della recente pace. L'arcidiavolo assume l'identità di Cybo, si presenta alla corte medicea e, dopo aver affascinato e conquistato quasi tutti, all'ultimo momento durante la cerimonia di nozze rifiuta confermare i propri voti e completare il rito. Si tratta di una grave offesa e provocazione politica, progettata per far fallire la pace e spingere Firenze a una nuova guerra punitiva contro Roma. 
Non contento del successo strategico, Belfagor intende sfruttare i rimanenti giorni concessi da Belzebù per sedurre Maddalena. La donna finge di capitolare, ma lo consegna invece alla guardie del padre.
Fuggito dalle carceri, l'arcidiavolo per vendetta costringe Maddalena a mostrarsi nuda di fronte al popolo fiorentino. Si decide poi a tornare all'inferno, ma la ragazza a sua volta ruba armatura e cavallo al capo delle guardie ed attacca Belfagor sotto mentite spoglie. L'arcidiavolo ha facilmente la meglio, ma scoprendo la reale identità del suo assalitore si trattiene da ucciderlo. Impressionati a vicenda per la rispettiva forza di carattere, l'odio tra i due si converte in vero amore. L'arcidiavolo si dichiara disposto a tradire per Maddalena lo stesso Belzebù, e rimane sulla Terra oltre il termine concessogli. In punizione, viene privato dei suoi poteri demoniaci poco dopo una nuova cattura e la condanna al rogo in Firenze.
Solo l'intervento generoso di Maddalena e di Lorenzo de' Medici, disposti a perdonare nonostante tutto Belfagor, lo salvano da morte certa. Anche Adramelek si ripresenta un'ultima volta per difenderlo. Grato e convinto d'aver fatto la scelta migliore, diventando un mortale a tutti gli effetti ma innamorato e ricambiato da Maddalena, Belfagor resta definitivamente sulla Terra.

## Il cast
Scola, alla quarta regia, aveva già lavorato con Vittorio Gassman nelle sue prime due opere, oltre ad aver scritto e sceneggiato moltissimi film aventi l'attore nel cast, fra cui Il sorpasso, I mostri e Il gaucho. Queste collaborazioni gli avevano guadagnato l'epiteto di«sceneggiatore personale» di Gassman. Quest'ultimo partecipa al nuovo progetto immediatamente dopo il successo di L'Armata Brancaleone. Lo accompagna un cast internazionale, in cui spiccano il divo hollywoodiano Mickey Rooney e la recente bond girl Claudine Auger. La bellissima attrice francese godeva in quel momento di particolare popolarità in Italia: un anno prima aveva avuto la parte di Domino in 007 Operazione Tuono, e da un mese era sugli schermi nazionali nel divertente Operazione San Gennaro, di Dino Risi, al fianco di Nino Manfredi.
Altra presenza francese è Hélène Chanel, qui accreditata come Sherill Mogan (uno dei suoi pseudonimi).
Per il resto, Scola mise insieme un gruppo di validi attori italiani – molti provenienti dal teatro – quali Ferzetti e Manni, Vannucchi e Fangareggi, e alcune italiche bellezze del tempo, come Liana Orfei, Annabella Incontrera e Giorgia Moll.
Fra i ruoli minori, un giovanissimo Paolo Bonacelli (il cliente della locanda che per uno scherzo di Adramalek va a letto non con la cameriera ma con la moglie del nobile geloso), Milena Vukotic e la futura Sora Lella, alla prima collaborazione con Scola, che la dirigerà poi in C'eravamo tanto amati e La terrazza.

## La lavorazione
Realizzato dagli stessi produttori di L'Armata Brancaleone e distribuito nel mondo dalla Warner, il film è recitato in inglese.
Alla vigilia, Scola lo definì « una favola che, in chiave ironica, spiega come tutte le guerre sono macchinazioni infernali », perché « a farle scoppiare c'è sempre qualche diavolo », precisando che « l'azione si svolge nel 1486 »; fu inoltre annunciato che le riprese sarebbero durate 12 settimane a partire dal 25 aprile 1966.
Durante la lavorazione, i giornali diedero conto, con un certo risalto, delle varie fasi: per esempio l'arrivo di Rooney a Fiumicino (il 18 aprile 1966), sua prima volta in Italia, e la sua movimentata conferenza-stampa l'indomani; o la partecipazione dello stesso Gassman, i primi di maggio, ai sopralluoghi per le molte scene in esterni, poi girate in suggestive località, toscane ma non solo.
In particolare, l'arrivo di Belfagor alla locanda, l'ultima partita a tarocchi con Franceschetto Cybo dell'Anguillara, e l'arrivo dell'emissario da Roma sono stati filmati alla Torre Astura di Nettuno, mentre il matrimonio con Maddalena de' Medici è stato girato nella Basilica di San Miniato al Monte di Firenze. Altri set fiorentini furono la Torre di Bellosguardo (incontro con Maddalena e partita a palla) e l'esterno del Duomo; nel Palazzo Piccolomini di Pienza, anziché nel vero Palazzo Medici-Riccardi di Firenze, è invece stata realizzata la scena in cui Maddalena viene denudata alla finestra. 
Il rogo finale è stato allestito nella piazza di Montepulciano.
Ulteriori luoghi di riprese, non in Toscana, sono stati le gole dell'Alcantara (l'Inferno nel prologo), Torresanti vicino a Colleferro (l'arrivo dei due diavoli sulla Terra e il duello fra Belfagor e Maddalena) e il refettorio dell'abbazia di Fossanova (il “laboratorio” di Leonardo da Vinci).
Gli interni furono infine girati negli studi Safa Palatino di Roma.

## Colonna sonora
Firmata da Armando Trovaioli (qui accreditato senza la j), che aveva già musicato l'esordio registico di Scola e che da questo film ne diverrà assiduo collaboratore, la colonna sonora è moderna, decisamente pop, senza alcuna inserzione o imitazione di musiche rinascimentali – mentre in alcuni casi i testi usati sono versi di Lorenzo de' Medici. 
L'effetto è straniante: una storia in costume, ambientata in pieno Quattrocento, commentata solo con brani contemporanei e strumenti elettronici, brani che anticipano – per stile e orchestrazione – alcune commedie musicali del compositore romano, come Aggiungi un posto a tavola e altre di pari successo.

## La critica
La pellicola, a fronte di un buon gradimento di pubblico, riscontrò una certa tiepidezza critica, quando non vere e proprie stroncature: come L'Unità, che lo liquidò con un colonnino, affidato al “vice”, parlando di « notevole mancanza di umorismo, di ritmo e di fantasia creativa, nonostante si sia tentato di girare un Machiavelli (requiescat in pace) a ritmo di shake. »
Anche La Stampa se la sbrigò in poche righe, affidate al “vice”: il quale, dopo aver citato tre recenti titoli tutti prodotti da Cecchi Gori e interpretati da Gassman – L'armata Brancaleone, Le piacevoli notti e Una vergine per il principe – scrive che « anche in questa nuova farsa rinascimentale e grassoccia, è avvertibile un certo scompenso fra la malìa degli esterni (Firenze, Pienza, Montepulciano) e una qualità di racconto e di dialogo alquanto corriva a effetti goliardici. »
Secondo Roberto Ellero invece gli autori « puntano al film in costume nella cifra del film di costume. Massima perizia nell'ambientazione, grande cura per gli allestimenti scenografici, (…) una ricostruzione storica “attendibile” ». Quanto al cast, « è una garanzia, con Gassman gigionescamente a suo agio nei panni di Belfagor, il comicissimo Mickey Rooney in quelli di Adramalek, la stupenda Claudine Auger a reggere i combattimenti e i disappunti di Maddalena e uno stuolo di bravi interpreti nei ruoli secondari ». Lo stesso critico aggiunge poi « le indubbie qualità formali del prodotto », riferendosi alla fotografia a colori di Tonti, alle « invenzioni » scenografiche di Friggeri, « specie quelle iniziali, con un Inferno alla Méliès », e alle « accattivanti soluzioni musicali » di Trovaioli. Quanto ai limiti, « pur divertendo, il film manca di passione. Inoltre appare debole nel messaggio » che vuol lanciare, cioè che « tutte le guerre, anche quelle organizzate dai diavoli, possono essere evitate », in questo caso con l'amore: « ingenuo, insomma, e sicuramente meno graffiante de Il vittimista o di Se permettete parliamo di donne. »
Decenni dopo l'uscita, gli autori di famosi dizionari cinematografici gli dedicano poche, lapidarie parole: Leonard Maltin – peraltro dopo averlo classificato in « B/N » e ambientato « durante la Rivoluzione francese »... – definisce il film « una commedia maldestra e poco divertente. »
Anche Paolo Mereghetti non è molto entusiasta: « una farsa in costume di grana molto grossa (la scena migliore è quella della partita a palla) con battute che strizzano l'occhio all'oggi (“ci lasciano sole per correre dietro a una palla”).
Positivo invece il parere di Morando Morandini, che dopo aver sottolineato l'efficacia della collaborazione fra Gassman e Scola (« era il terzo film insieme, già si vedeva come il connubio funzionasse »), scrive: « più farsesca che satirica, a tratti di facile comicità, è una commedia divertente, fracassona e vitale. »

## Curiosità
- Nella scena in cui Maddalena si prepara per la sera nella sua camera, la dama di compagnia (interpretata da una doppiata Elena Fabrizi) le legge un passo del "Morgante" del poeta fiorentino Luigi Pulci, dato alle stampe nel 1478.
- In Francia il film è stato distribuito con il titolo Belfagor le Magnifique (Belfagor il Magnifico), evidente rimando a Lorenzo il Magnifico, mentre nella maggioranza degli altri Paesi come Il diavolo innamorato.[9]
- Nell'edizione per l'estero, dove sono specificati anche i ruoli oltre agli interpreti, il personaggio di Rooney è scritto Adramalek, ma nel film, Belfagor sembra chiamarlo Adramelek.

## Incongruenze storiche
- Secondo il racconto, l'amore tra Maddalena e Franceschetto Cybo sboccia nell'estate 1486 a Firenze ed il matrimonio viene celebrato in quell'anno nella Basilica di San Miniato al Monte poco fuori dalla città toscana,  mentre il vero matrimonio tra i due fu celebrato nel 1487 a Roma, dove poi la coppia visse per gran parte della sua vita.
- Nel film compare la figura di Girolamo Savonarola che però non si trovava ancora a Firenze nei giorni in cui si svolgono le vicende raccontate, giungendovi solo quattro anni più tardi.
- Nel film compare la figura del cardinale Giovanni de' Medici, futuro papa Leone X, il quale viene presentato a Belfagor (nelle vesti di Franceschetto Cybo) vestito completamente di bianco come il papa, quasi appunto a presagire la carica che ricoprirà. Nelle scene successive in cui compare l'abito è mutato color porpora.
- La palla che Giovanni de' Medici presenta alla coppia di sposi e sulla quale si gioca una delle più famose gag del film, in realtà è di gomma, rintracciabile in America ed dal momento che gli eventi sono dichiaratamente antecedenti la scoperta del nuovo continente da parte di Colombo, questo si presenta come un anacronismo.
- Il personaggio di Lucrezia, presentata come l'amante di Lorenzo il Magnifico, sembrerebbe da identificarsi con Lucrezia Donati con la quale il Medici ebbe effettivamente una relazione, ma prima del suo matrimonio con Clarice Orsini e Lucrezia non fu mai ad ogni modo dama di compagnia della signora di Firenze, come viene invece presentata.
- Nella scena in cui Belfagor e Adramelek si trovano nel laboratorio di Leonardo Da Vinci, si soffermano davanti ad uno schizzo dell'Ultima Cena del pittore toscano, opera che però in realtà Leonardo creerà a Milano alcuni anni dopo (1494-1498). Inoltre Belfagor asserisce di conoscere solo uno degli apostoli, Giuda, e lo indica sullo schizzo: in realtà il personaggio indicato è l'apostolo Tommaso.